# Australische Cricket-Nationalmannschaft in Indien und Pakistan in der Saison 1956/57
Die Tour der australischen Cricket-Nationalmannschaft nach Indien und Pakistan in der Saison 1956/57 fand vom 11. Oktober bis zum 6. November 1956 statt. Die internationale Cricket-Touren waren Bestandteil der Internationalen Cricket-Saison 1956/57 und umfassten drei Tests in Indien und ein Test in Pakistan. Australien gewann die gegen Indien mit 2–0, während es in Pakistan die Serie mit 1–0 verlor.

## Vorgeschichte
Für alle Mannschaften war es die erste Tour der Saison.
Es war die erste offizielle Tour zwischen Australien und Pakistan. Australien bestritt die letzte Tour gegen Indien in der Saison 1947/48 in Australien.

## Tour in Pakistan

### Stadion
Das folgende Stadion wurden für die Tour als Austragungsort vorgesehen.
| Stadion          | Stadt   | Kapazität | Spiele  |
| ---------------- | ------- | --------- | ------- |
| National Stadium | Karachi | 34.228    | 1. Test |

### Kaderlisten
Die Mannschaften benannten die folgenden Kader.
| Test | Test |
| Pakistan | Australien |
| --- | --- |
| - Abdul Kardar (K) - Alimuddin - Fazal Mahmood - Gul Mohammad - Hanif Mohammad - Imtiaz Ahmed (wk) - Khan Mohammad - Wallis Mathias - Waqar Hasan - Wazir Mohammad - Zulfiqar Ahmed | - Ian Johnson (K) - Ron Archer - Richie Benaud - Jim Burke - Ian Craig - Alan Davidson - Neil Harvey - Gil Langley (wk) - Ray Lindwall - Colin McDonald - Keith Miller |

### Test in Karachi
| 11. – 17. Oktober Scorecard | Karachi | Australien 80 (53.1) & 187 (109.5) | – | Pakistan 199 (91.3) & 69-1 (48.4) |
|                             |         | Pakistan gewinnt mit 9 Wickets     |   |                                   |

Australien gewann den Münzwurf und entschied sich als Schlagmannschaft zu beginnen.

## Tour in Indien

### Stadien
Die folgenden Stadien wurden für die Tour als Austragungsort vorgesehen.
| Stadion                   | Stadt    | Kapazität | Spiele  |
| ------------------------- | -------- | --------- | ------- |
| Brabourne Stadium         | Bombay   | 25.000    | 2. Test |
| Eden Gardens              | Kalkutta | 82.000    | 3. Test |
| M. A. Chidambaram Stadium | Madras   | 46.000    | 1. Test |

### Kaderlisten
Die Mannschaften benannten die folgenden Kader.
| Test | Test |
| Indien | Australien |
| --- | --- |
| - Polly Umrigar (K) - Hamu Adhikari - Ghulam Ahmed - Prakash Bhandari - Nari Contractor - Jayasinghrao Ghorpade - Subhash Gupte - Vijay Manjrekar - Vinoo Mankad - Jasubhai Patel - Dattu Phadkar - Gulabrai Ramchand - Pankaj Roy - AG Kripal Singh - Naren Tamhane (wk) | - Ian Johnson (K) - Ray Lindwall (VK) - Richie Benaud - Peter Burge - Jim Burke - Ian Craig - Pat Crawford - Alan Davidson - Neil Harvey - Gil Langley (wk) - Ken Mackay - Len Maddocks (wk) - Colin McDonald - John Rutherford - Jack Wilson |

### Tests

#### Erster Test in Madras
| 19. – 23. Oktober Scorecard | Madras | Indien 161 (99.3) & 153 (63.5)                  | – | Australien 319 (134.3) |
|                             |        | Australien gewinnt mit einem innings und 5 Runs |   |                        |

Indien gewann den Münzwurf und entschied sich als Schlagmannschaft zu beginnen.

#### Zweiter Test in Bombay
| 26. – 31. Oktober Scorecard | Bombay (BS) | Indien 251 (100.2) & 250-5 (137) | – | Australien 523-7d (180) |
|                             |             | Remis                            |   |                         |

Indien gewann den Münzwurf und entschied sich als Schlagmannschaft zu beginnen.

#### Dritter Test in Kalkutta
| 2. – 6. November Scorecard | Kalkutta | Australien 177 (86.3) & 136 (67.4) | – | Indien 189-9d (78.2) & 136 (69.2) |
|                            |          | Australien gewinnt mit 94 Runs     |   |                                   |

Indien gewann den Münzwurf und entschied sich als Feldmannschaft zu beginnen.